# A Silent Voice
A Silent Voice (japanisch 聲の形, Koe no Katachi, dt. „Die Form der Stimme“) ist ein Manga von Yoshitoki Ōima, der in Japan erstmals 2011 und zwischen 2013 und 2014 als Mangaserie erschien. Im September 2016 ist eine Umsetzung als Anime-Kinofilm – A Silent Voice – veröffentlicht worden, umgesetzt von Kyoto Animation.

## Handlung
In der Grundschule hat Shōya Ishida (石田 将也) seine gehörlose Mitschülerin Shōko Nishimiya (西宮 硝子) gehänselt. Durch Shōya hat letztlich die ganze Klasse Shōko gemieden und ausgeschlossen, und auch die Lehrer sind mit der Situation überfordert. Zudem ist Shōko schüchtern und obwohl sie sich bemühte, auf die anderen zuzugehen, führen die Ereignisse dazu, dass sie die Schule wechseln muss. Als ihre Situation nach außen dringt, wird dann schließlich auch Shōya von seinen Mitschülern und der Lehrerschaft als angenehmer Sündenbock ebenfalls aus dem Klassenverband ausgeschlossen. Dadurch bereute er, was er ihr angetan hatte, und als sie sich in der Oberschule wieder begegnen, will er seinen Fehler gutmachen und ihr helfen, Freunde zu finden.
Shōya nimmt Kontakt zu seinen früheren Schulfreunden aus der Grundschule auf, auf dass sie sich mit ihm und Shōko aussöhnen. Dabei wird er erneut mit dem Schaden konfrontiert, den er früher angerichtet hat. Dennoch findet sich schließlich eine Gruppe von sieben Freunden zusammen, die gemeinsam einen Film für einen Wettbewerb drehen wollen. Doch während der Dreharbeiten kommt es erneut zu Konflikten, wegen deren sich Shōya aus der Gruppe zurückziehen will. Shōko, die sich selbst als Ursache aller Probleme sieht, will sich danach umbringen, was Shōya aber verhindert. Daraufhin finden die Freunde wieder zusammen und stellen den Film fertig.

## Veröffentlichung
Yoshitoki Ōima reichte den Manga bereits im Jahr 2008 im Rahmen eines Newcomer-Wettbewerbes des Weekly Shōnen Magazine ein und gewann dort den ersten Preis. Es war zunächst geplant den Manga kurz nach dem Wettbewerb veröffentlichen zu wollen was aufgrund von Bedenken seitens des Verlages, dass die Thematik Schikane im Zusammenhang mit Gehörlosigkeit für Empörung bei den Lesern sorgen könnte zunächst nicht realisiert wurde.
So wurde das Werk in Japan zunächst als 48-seitiger One Shot, der im Bessatsu Shōnen Magazine am 8. Januar 2011 (Ausgabe 2/2011) des Verlags Kodansha erschien, gefolgt von einem 61-seitigen Remake im Weekly Shōnen Magazine am 20. Februar 2013 (Ausgabe 12/2013). Da dieses Remake die Magazinverkaufszahlen um 60.000 ansteigen ließ, wurde dieses mit Unterstützung des Japanischen Gehörlosenbunds zu einer Serie ausgebaut, die vom 7. August 2013 (Ausgabe 36–37/2013) bis zum 19. November 2014 (51/2014) im Weekly Shōnen Magazine erschien. Der Verlag brachte die Kapitel dann auch in sieben Sammelbänden heraus.
Zwischen Juli 2016 und Juni 2017 wurde eine vollständige deutsche Übersetzung von Egmont Manga veröffentlicht. Der amerikanische Ableger von Kodansha veröffentlichte die Serie schließlich in den USA, die Plattform Crunchyroll brachte sie online heraus. Sie erschien außerdem auf Französisch bei Editions Ki-oon, auf Spanisch bei Milky Way Ediciones, auf Italienisch bei Edizioni Star Comics und auf Chinesisch bei Tong Li Publishing.

## Rezeption
In Japan verkauften sich die Bände in den ersten Wochen je über 100.000 mal, der siebte und letzte Band in den ersten drei Wochen über 220.000 mal. 2015 wurde Yoshitoki Ōima für die Serie mit dem Osamu-Tezuka-Kulturpreis für den besten Newcomer ausgezeichnet und der Manga war für den Manga-Taisho-Award nominiert, wo er den dritten Platz belegte. Für den Eisner-Award 2016 wurde die Serie als eine der besten englischen Adaptionen asiatischer Comics nominiert. Die deutsche Übersetzung verkaufte sich nach Verlagsangaben bis November 2020 über 100.000 Mal.

## Verfilmung
Eine Adaption als Anime-Film, produziert von Kyoto Animation, startete am 17. September 2016 in Japan. Im deutschsprachigen Raum wurde der Film von Kazé lizenziert und erstmals am 25. Mai 2017 auf dem 17. Nippon Connection Filmfestival im Original mit englischen Untertiteln gezeigt. Seine reguläre Kinopremiere mit deutscher Vertonung erhielt der Film am 26. September 2017. Am 16. März 2018 erschien der Film auf Blu-ray und DVD und am 10. Juni 2019 wurde er in Erstausstrahlung auf dem Sender Sixx ausgestrahlt.

## Auszeichnungen und Nominierungen
- 2015: Osamu-Tezuka-Kulturpreis (Nachwuchskünstlerpreis, gewonnen)[16]
- 2016: Eisner Award in der Kategorie Best U.S. Edition of International Material—Asia (nominiert)[17]
- 2017: Rudolph-Dirks-Award in der Kategorie Bestes Szenario (Asien) (gewonnen)[18]
- 2018: Max-und-Moritz-Preis (nominiert)[19]